# Natascha Celouch
Natascha Celouch (* 15. Juli 1986 in Wien) ist eine österreichische Fußballtrainerin und ehemalige -spielerin.

## Spielerkarriere

### Vereine
Celouch begann im Alter von acht Jahren in Leopoldsdorf beim dort ansässigen SC Leopoldsdorf mit dem Fußballspielen. Nach Neulengbach gelangt, spielte sie von 2001 bis 2007 in der Jugendabteilung des USV Neulengbach. Mit Saisonbeginn 2007//08 rückte sie in die Erste Mannschaft auf und gewann am Ende ihrer Premierensaison im Seniorinnenbereich ihre erste Meisterschaft. Bei ihrem Pflichtspieldebüt am 26. Oktober 2007 (1. Spieltag), beim 6:1-Sieg im Auswärtsspiel gegen die Union Kleinmünchen Linz, erzielte sie mit den Treffern zum 1:0 in der zweiten und zum 5:1 in der 79. Minute ihre ersten beiden Tore. Bis zum Saisonende 2014/15 bestritt sie weitere 104 Punktspiele, in denen sie 52 Tore erzielte, und somit zu zehn weiteren Meisterschaften in Folge beigetragen hatte.
Anschließend spielte sie eine Saison lang für den SK Sturm Graz, für den sie in 18 Punktspielen eingesetzt wurde, in denen sie vier Tore erzielt hatte. In der Folgesaison gehörte sie der FSG Eggendorf in der 2. Liga Ost/Süd an, bevor sie in der Saison 2017/18 für den Bundesligisten SKV Altenmarkt als Torhüterin aktiv wurde und bei diesem ihre Spielerkarriere zunächst beendete. Von Februar bis August 2019 war sie ein letztes Mal Spielerin des in der 2. Liga Ost/Süd vertretenen FSG Eggendorf. In jenem Zeitraum kam sie in fünf Zweitligapartien zum Einsatz.

### Nationalmannschaft
Celouch bestritt in einem Zeitraum von sechs Jahren zwölf Länderspiele für die A-Nationalmannschaft, in denen ihr drei Tore gelangen. Ihr Debüt gab sie am 14. September 2002 in St. Pölten beim 1:1-Unentschieden im Freundschaftsspiel gegen die Schweizer Nationalmannschaft.

### Erfolge
- Österreichischer Meister 2003, 2004, 2005, 2006, 2007, 2008, 2009, 2010, 2011, 2012, 2013
- Österreichischer Cup-Sieger 2003, 2004, 2005, 2006, 2007, 2008, 2009, 2010, 2011, 2012
- Österreichischer Supercup-Sieger 2003, 2004

### Auszeichnung
- Österreichische Fußballspielerin des Jahres 2007 (Bruno-VdF-Fußballerwahl)

## Trainerkarriere
Seit dem 1. September 2022 ist Celouch Trainerin der zweiten Mannschaft des SKV Altenmarkt in der Future League und Ende März 2023 stieg sie von der Co-Trainerin der ersten Mannschaft, die in der Bundesliga spielt, zur Cheftrainerin auf.